# 13109 Berzelius
13109 Berzelius (tên chỉ định: 1993 JB1) là một tiểu hành tinh vành đai chính. Nó được phát hiện bởi Eric Walter Elst ở Đài thiên văn La Silla ở Chile ngày 14 tháng 5 năm 1993. Nó được đặt theo tên Jöns Jacob Berzelius, a Swedish chemist of the 18th và 19th centuries.